# Championnat d'Europe de football espoirs 1974
Navigation
Euro espoirs 1972 Euro espoirs 1976
Le Championnat d'Europe de football espoirs 1974 est la deuxième édition du Championnat d'Europe des nations espoirs réservée aux moins de 23 ans et s'étend sur deux années (1972-1974).
Il se déroule entre le 9 juin 1972 et le 28 mai 1974 et voit la Hongrie remporter la victoire finale face à l'Allemagne de l'Est.
Les 21 nations participantes sont réparties en huit groupes. Les huit vainqueurs de groupe s'affrontent ensuite en matchs aller-retour à élimination directe, des quarts de finale à la finale. Il n'y a pas de rencontre de classement pour la 3e place.

## Tirage au sort
La répartition des équipes au sein des groupes qualificatifs est basée sur celle des éliminatoires de la Coupe du monde 1974 avec quelques changements, reflétant l'absence de certaines nations :
- Le Groupe 1 n'inclut pas la Hongrie (déplacée dans le Groupe 7) et Malte, mais inclut la Tchécoslovaquie (déplacée du Groupe 8)
- Le Groupe 2 n'inclut pas la Suisse et le Luxembourg
- Le Groupe 3 n'inclut pas la Belgique et l'Islande
- Le Groupe 4 n'inclut pas la Finlande (déplacée dans le Groupe 8)
- Le Groupe 5 n'inclut pas l'Angleterre et Pays de Galles, mais inclut le Danemark (déplacée du Groupe 8) et l'Allemagne de l'Ouest (qui ne participe pas aux éliminatoires de la Coupe du monde, étant qualifiée d'office comme pays hôte)
- Le Groupe 6 n'inclut pas l'Irlande du Nord et Chypre
- Le Groupe 7 n'inclut pas l'Espagne, mais inclut la Hongrie (déplacée du Groupe 1)
- Le Groupe 8 n'inclut pas l'Écosse et est calqué sur le Groupe 9 des éliminatoires de la Coupe du monde, mais n'inclut pas l'Irlande et inclut la Finlande (déplacée du Groupe 4)

## Qualifications

### Groupe 1
| Rang | Équipe          | Pts | J | G | N | P | Bp | Bc | Diff |  | Résultats (▼ dom., ► ext.) |     |     |     |
| ---- | --------------- | --- | - | - | - | - | -- | -- | ---- |  | -------------------------- | --- | --- | --- |
| 1    | Tchécoslovaquie | 6   | 4 | 3 | 0 | 1 | 9  | 3  | +6   |  | Tchécoslovaquie            |     | 1-3 | 4-0 |
| 2    | Suède           | 5   | 4 | 2 | 1 | 1 | 6  | 5  | +1   |  | Suède                      | 0-3 |     | 2-0 |
| 3    | Autriche        | 1   | 4 | 0 | 1 | 3 | 1  | 8  | -7   |  | Autriche                   | 0-1 | 1-1 |     |

### Groupe 2
| Rang | Équipe  | Pts | J | G | N | P | Bp | Bc | Diff |  | Résultats (▼ dom., ► ext.) |     |     |
| ---- | ------- | --- | - | - | - | - | -- | -- | ---- |  | -------------------------- | --- | --- |
| 1    | Italie  | 4   | 2 | 2 | 0 | 0 | 4  | 1  | +3   |  | Italie                     |     | 1-0 |
| 2    | Turquie | 0   | 2 | 0 | 0 | 2 | 1  | 4  | -3   |  | Turquie                    | 1-3 |     |

### Groupe 3
| Rang | Équipe   | Pts | J | G | N | P | Bp | Bc | Diff |  | Résultats (▼ dom., ► ext.) |     |     |
| ---- | -------- | --- | - | - | - | - | -- | -- | ---- |  | -------------------------- | --- | --- |
| 1    | Pays-Bas | 4   | 2 | 2 | 0 | 0 | 4  | 1  | +3   |  | Pays-Bas                   |     | 1-0 |
| 2    | Norvège  | 0   | 2 | 0 | 0 | 2 | 1  | 4  | -3   |  | Norvège                    | 1-3 |     |

### Groupe 4
| Rang | Équipe             | Pts | J | G | N | P | Bp | Bc | Diff |  | Résultats (▼ dom., ► ext.) |     |     |     |
| ---- | ------------------ | --- | - | - | - | - | -- | -- | ---- |  | -------------------------- | --- | --- | --- |
| 1    | Allemagne de l'Est | 6   | 4 | 3 | 0 | 1 | 10 | 3  | +7   |  | Allemagne de l'Est         |     | 2-1 | 6-0 |
| 2    | Roumanie           | 3   | 4 | 1 | 1 | 2 | 5  | 6  | -1   |  | Roumanie                   | 1-2 |     | 2-1 |
| 3    | Albanie            | 3   | 4 | 1 | 1 | 2 | 3  | 9  | -6   |  | Albanie                    | 1-0 | 1-1 |     |

### Groupe 5
| Rang | Équipe               | Pts | J | G | N | P | Bp | Bc | Diff |  | Résultats (▼ dom., ► ext.) |     |     |     |
| ---- | -------------------- | --- | - | - | - | - | -- | -- | ---- |  | -------------------------- | --- | --- | --- |
| 1    | Pologne              | 7   | 4 | 3 | 1 | 0 | 9  | 3  | +6   |  | Pologne                    |     | 0-0 | 4-1 |
| 2    | Allemagne de l'Ouest | 5   | 4 | 2 | 1 | 1 | 7  | 3  | +4   |  | Allemagne de l'Ouest       | 2-3 |     | 3-0 |
| 3    | Danemark             | 0   | 4 | 0 | 0 | 4 | 1  | 11 | -10  |  | Danemark                   | 0-2 | 0-2 |     |

### Groupe 6
| Rang | Équipe   | Pts | J | G | N | P | Bp | Bc | Diff |  | Résultats (▼ dom., ► ext.) |     |     |
| ---- | -------- | --- | - | - | - | - | -- | -- | ---- |  | -------------------------- | --- | --- |
| 1    | Bulgarie | 3   | 2 | 1 | 1 | 0 | 2  | 1  | +1   |  | Bulgarie                   |     | 2-1 |
| 2    | Portugal | 1   | 2 | 0 | 1 | 1 | 1  | 2  | -1   |  | Portugal                   | 0-0 |     |

### Groupe 7
| Rang | Équipe      | Pts | J | G | N | P | Bp | Bc | Diff |  | Résultats (▼ dom., ► ext.) |     |     |     |
| ---- | ----------- | --- | - | - | - | - | -- | -- | ---- |  | -------------------------- | --- | --- | --- |
| 1    | Hongrie     | 6   | 4 | 3 | 0 | 1 | 6  | 6  | 0    |  | Hongrie                    |     | 1-0 | 2-0 |
| 2    | Yougoslavie | 4   | 4 | 2 | 0 | 2 | 6  | 3  | +3   |  | Yougoslavie                | 4-0 |     | 2-0 |
| 3    | Grèce       | 2   | 4 | 1 | 0 | 3 | 4  | 7  | -3   |  | Grèce                      | 2-3 | 2-0 |     |

### Groupe 8
| Rang | Équipe           | Pts | J | G | N | P | Bp | Bc | Diff |  | Résultats (▼ dom., ► ext.) |     |     |     |
| ---- | ---------------- | --- | - | - | - | - | -- | -- | ---- |  | -------------------------- | --- | --- | --- |
| 1    | Union soviétique | 7   | 4 | 3 | 1 | 0 | 8  | 1  | +7   |  | Union soviétique           |     | 4-0 | 3-1 |
| 2    | Finlande         | 3   | 4 | 1 | 1 | 2 | 3  | 8  | -5   |  | Finlande                   | 0-0 |     | 1-3 |
| 3    | France           | 2   | 4 | 1 | 0 | 3 | 5  | 7  | -2   |  | France                     | 0-1 | 1-2 |     |

## Tableau final
|  | Quarts de finale   | Quarts de finale   | Quarts de finale   | Quarts de finale   |         |          | Demi-finales | Demi-finales | Demi-finales | Demi-finales |  |  | Finale | Finale | Finale | Finale |
|  |                    |                    |                    |                    |         |          |              |              |              |              |  |  |        |        |        |        |
|  |                    |                    |                    |                    |         |          |              |              |              |              |  |  |        |        |        |        |
|  |                    |                    |                    |                    |         |          |              |              |              |              |  |  |        |        |        |        |
|  | Pays-Bas           | Pays-Bas           | 2                  | 1                  |         |          |              |              |              |              |  |  |        |        |        |        |
|  | Pays-Bas           | Pays-Bas           | 2                  | 1                  |         |          |              |              |              |              |  |  |        |        |        |        |
|  | Hongrie            | Hongrie            | 1                  | 3                  |         |          |              |              |              |              |  |  |        |        |        |        |
|  | Hongrie            | Hongrie            | 1                  | 3                  | Hongrie | Hongrie  | 0            | 2ap (4)      |              |              |  |  |        |        |        |        |
|  |                    |                    |                    |                    | Hongrie | Hongrie  | 0            | 2ap (4)      |              |              |  |  |        |        |        |        |
|  |                    |                    | Union soviétique   | Union soviétique   | 2       | 0 tab(3) |              |              |              |              |  |  |        |        |        |        |
|  | Union soviétique   | Union soviétique   | Union soviétique   | Union soviétique   | 2       | 0 tab(3) | 6            | 1            |              |              |  |  |        |        |        |        |
|  | Union soviétique   | Union soviétique   |                    |                    |         |          |              | 1            |              |              |  |  |        |        |        |        |
|  | Tchécoslovaquie    | Tchécoslovaquie    | 0                  | 2                  |         |          |              |              |              |              |  |  |        |        |        |        |
|  | Tchécoslovaquie    | Tchécoslovaquie    | 0                  | 2                  | Hongrie | Hongrie  | 2            | 4            |              |              |  |  |        |        |        |        |
|  |                    |                    |                    |                    | Hongrie | Hongrie  | 2            | 4            |              |              |  |  |        |        |        |        |
|  |                    |                    | Allemagne de l'Est | Allemagne de l'Est | 3       | 0        |              |              |              |              |  |  |        |        |        |        |
|  | Bulgarie           | Bulgarie           | Allemagne de l'Est | Allemagne de l'Est | 3       | 0        | 1            | 0            |              |              |  |  |        |        |        |        |
|  | Bulgarie           | Bulgarie           |                    |                    |         |          |              |              |              |              |  |  |        |        |        |        |
|  | Pologne            | Pologne            | 2                  | 0                  |         |          |              |              |              |              |  |  |        |        |        |        |
|  | Pologne            | Pologne            | 2                  | 0                  | Pologne | Pologne  | 0            | 2            |              |              |  |  |        |        |        |        |
|  |                    |                    |                    |                    | Pologne | Pologne  | 0            | 2            |              |              |  |  |        |        |        |        |
|  |                    |                    | Allemagne de l'Est | Allemagne de l'Est | 0       | 2E       |              |              |              |              |  |  |        |        |        |        |
|  | Italie             | Italie             | Allemagne de l'Est | Allemagne de l'Est | 0       | 2E       | 0            | 1            |              |              |  |  |        |        |        |        |
|  | Italie             | Italie             |                    |                    |         |          |              | 1            |              |              |  |  |        |        |        |        |
|  | Allemagne de l'Est | Allemagne de l'Est | 1                  | 2                  |         |          |              |              |              |              |  |  |        |        |        |        |
|  | Allemagne de l'Est | Allemagne de l'Est | 1                  | 2                  |         |          |              |              |              |              |  |  |        |        |        |        |
|  |                    |                    |                    |                    |         |          |              |              |              |              |  |  |        |        |        |        |

e = Qualification selon la règle des buts marqués à l'extérieur